# Bisztrij Tanip
A Bisztrij Tanip vagy egyszerűen Tanip (orosz nyelven Быстрый Танып, Танып) folyó Oroszország európai részén, a Belaja jobb oldali mellékfolyója.

## Földrajz
Hossza: 345 km, vízgyűjtő területe: 7560 km², évi közepes vízhozama (a torkolattól 103 km-re, Altajevo falunál): 35 m³/s.
A Középső-Urál előhegyeinek vidékén, az Ufai-fennsík nyugati lejtőjén ered és a Belajába ömlik, 115 km-re annak torkolatától. Felső szakaszán keskeny völgyben folyik, alsó szakaszán medre 30–50 m, völgye helyenként 7–8 m széles.
November közepén befagy. Tavaszi árvize április közepén kezdődik és május végéig tart.
Vízgyűjtő területének mintegy 25%-a karsztos vidék. 
Felső folyása mentén található a Permi határterület kisvárosa, Csernuska.